# 香納諒一
香納 諒一（かのう りょういち、1963年1月16日 -）は、神奈川県横浜市出身の日本の小説家。日本ペンクラブ会員。

## 来歴
1963年に横浜市で生まれる。
早稲田大学第一文学部を卒業した後、出版社に勤務。編集者としての仕事の傍ら小説を執筆し、1990年に『影の彼方』で第7回織田作之助賞佳作入選を果たす。
その後1991年に『ハミングで二番まで』で第13回小説推理新人賞を受賞し小説家としてデビュー、翌1992年には初の長編作品である『時よ夜の海に瞑れ』を発表する。
その後も執筆活動を続け、1999年には『幻の女』で第52回日本推理作家協会賞を受賞。また2007年には『贄の夜会』が『このミステリーがすごい!』ランキングの7位にランクインした。

## 作風
デビュー当初から主にハードボイルド系の作品を発表しているが、近年では作風の広がりを意識した作品が発表されている。本人もインタビューで「サスペンスやスリラー的な作品以外にも、これから自分で書いていきたい方向性がある」と発言しており、特に『ガリレオの小部屋』（短編集『ガリレオの小部屋』収録）はその第一歩として明確に意識して書いたとのこと。

## ミステリ・ランキング

### 週刊文春ミステリーベスト10
- 2000年 - 『炎の影』22位

### このミステリーがすごい!
- 1996年 - 『梟の拳』18位
- 1997年 - 『ただ去るが如く』20位
- 1999年 - 『幻の女』6位
- 2007年 - 『贄の夜会』7位、『冬の砦』20位
- 2012年 - 『心に雹の降りしきる』9位

## 作品リスト

### 単著

#### 警視庁歌舞伎町特別分署K・S・Pシリーズ
- 孤独なき地（2007年3月 徳間書店 / 2010年2月 徳間文庫）
- 毒のある街（2008年9月 徳間書店 / 2011年4月 徳間文庫）
- 噛む犬（2011年1月 徳間書店 / 2012年10月 徳間文庫）
- 女警察署長（2012年7月 徳間書店 / 2015年9月 徳間文庫）
- 約束 K・S・Pアナザー（2015年9月 祥伝社 / 2019年6月 祥伝社文庫）

#### 捜査一課シリーズ
- 刹那の街角（1999年6月 角川書店 / 2004年9月 角川文庫）
  - 【改題】刹那の街角―捜査一課中本班の事件ファイル（2011年11月 徳間文庫）
  - 収録作品：エールを贈れ / 知らずべからず / 刹那の街角 / 捜査圏外 / 女事件記者 / 十字路 / 証拠
- 贄の夜会（2006年5月 文藝春秋 / 2009年5月 文春文庫【上・下】）
- 無縁旅人（2014年3月 文藝春秋 / 2016年11月 文春文庫）
- 刑事群像（2015年2月 講談社）
- 砂時計

#### さすらいのキャンパー探偵
- 降らなきゃ晴れ（2019年8月 双葉文庫）
  - 収録作品：降らなきゃ晴れ / バーボン・ソーダ / 石売り伊三郎
- 水平線がきらっきらっ（2019年9月 双葉文庫）
  - 収録作品：深夜プラス1 / TSUNAMI / 水平線がきらっきらっ
- 見知らぬ町で（2019年10月 双葉文庫）
  - 収録作品：見知らぬ町で / 夏の終わりのハーモニー / 道中記

#### 刑事花房京子
- 完全犯罪の死角 刑事花房京子（2018年6月 光文社 / 2021年2月 光文社文庫）
- 逆転のアリバイ 刑事花房京子（2022年4月 光文社）
- 絶対聖域 刑事花房京子（2023年7月 光文社）

#### 新宿花園裏交番
- 新宿花園裏交番 坂下巡査（2019年3月 祥伝社 / 2022年7月 祥伝社文庫）
- 新宿花園裏交番 ナイトシフト（2022年6月 祥伝社）

#### 探偵鬼束啓一郎
- 熱愛（2010年9月 PHP研究所 / 2014年9月 PHP文芸文庫）
- 絵里奈の消滅（2018年9月 PHP研究所）
  - 【改題】名もなき少女に墓碑銘を（2021年11月 PHP文芸文庫）

#### 川崎警察
- 川崎警察 下流域（2023年1月 徳間書店）
- 川崎警察 真夏闇（2024年4月 徳間書店）

#### ノンシリーズ
- 時よ夜の海に瞑れ（1992年7月 祥伝社）
  - 【改題】夜の海に瞑れ（1997年10月 角川文庫）
- 石（チップ）の狩人（1993年7月 祥伝社）
  - 【改題・加筆修正】さらば狩人（1999年11月 角川文庫）
- 春になれば君は（1993年12月 角川文庫）
  - 【改題・加筆修正】無限遠（2009年9月 小学館文庫）
- 風熱都市（1994年7月 徳間書店）
  - 【改題・加筆修正】風よ遙かに叫べ（2000年10月 徳間文庫）
- 梟の拳（1995年10月 講談社 / 1998年7月 講談社文庫 / 2012年3月 徳間文庫）
- ただ去るが如く（1996年9月 中央公論社 / 1998年10月 中央公論ノベルス / 2001年9月 角川文庫）
- 雨のなかの犬（1997年4月 講談社 / 2000年8月 講談社文庫）
- 深夜にいる（1997年9月 中央公論新社 / 2011年5月 ハルキ文庫）
- 天使たちの場所（1998年2月 集英社 / 2001年1月 集英社文庫）
  - 収録作品：天使たちの場所 / 季節はずれ / チャンギを発つ / 空が変わるまで / サリーの微笑 / 風はこたえない
- 幻の女（1998年6月 角川書店 / 2003年12月 角川文庫 / 2016年6月 双葉文庫）
- 宴の夏 鏡の冬（1998年9月 新潮社）
- デイブレイク（1999年10月 幻冬舎 / 2004年8月 幻冬舎文庫）
- ヨコハマベイ・ブルース（2000年3月 幻冬舎 / 2007年3月 光文社文庫）
- アウトロー（2000年4月 祥伝社 / 2005年1月 祥伝社文庫）
- 炎の影（2000年10月 角川春樹事務所 / 2003年12月 ハルキノベルス / 2006年5月 ハルキ文庫）
- タンポポの雪が降ってた（2001年2月 角川書店 / 2005年5月 角川文庫）
- 夜空のむこう（2004年5月 集英社 / 2008年7月 光文社文庫）
- あの夏、風の街に消えた（2004年9月 角川書店 / 2007年10月 角川文庫）
- 冬の砦（2006年7月 祥伝社 / 2009年3月 祥伝社文庫）
- 夜よ泣かないで（2006年11月 双葉社 / 2010年10月 ハルキ文庫）
- ガリレオの小部屋（2007年1月 実業之日本社 / 2009年7月 ジョイノベルス / 2013年3月 光文社文庫）
  - 収録作品：無人の市 / 流星 / 指先からめて / 冬の雨にまぎれて / 雪の降る町 / ガリレオの小部屋 / 海鳴りの秋
- 第四の闇（2007年9月 実業之日本社 / 2010年9月 光文社文庫）
- ステップ（2008年3月 双葉社 / 2010年6月 双葉文庫）
- ハミングで二番まで（2008年5月 双葉文庫）
- 記念日（2008年5月 光文社 / 2011年8月 光文社文庫）
- 血の冠（2008年7月 祥伝社 / 2011年3月 祥伝社文庫）
- 虚国（2010年3月 小学館）
  - 【改題】蒼ざめた眠り（2012年12月 小学館文庫）
- 心に雹の降りしきる（2011年9月 双葉社 / 2014年5月 双葉文庫）
- 幸 SACHI（2013年1月 角川春樹事務所 / 2015年6月 ハルキ文庫）

### アンソロジー
「」内が香納諒一の作品
- 誘拐（1995年1月 カドカワノベルズ / 1997年10月 角川文庫）「知らすべからず」
- 孤狼の絆（1999年6月 角川春樹事務所）「海鳴りの秋」
- 最新「珠玉推理」大全 下（1998年10月 光文社カッパ・ノベルス）「雨のなかの犬」
  - 【改題】闇夜の芸術祭（2003年4月 光文社文庫）
- 小説推理新人賞受賞作アンソロジー〈1〉（2000年10月 双葉文庫）「ハミングで二番まで」
- ザ・ベストミステリーズ 2001 推理小説年鑑（2001年6月 講談社）「不良の樹」
  - 【分冊・改題】殺人作法 ミステリー傑作選45（2004年9月 講談社文庫）
- 名探偵で行こう（2001年9月 光文社カッパ・ノベルス / 2004年6月 光文社文庫）「花を見る日」
- ミステリー傑作選・特別編〈6〉自選ショート・ミステリー2（2001年10月 講談社文庫）「世界は冬に終わる」
- ミステリーの書き方（2010年11月 幻冬舎 / 2015年10月 幻冬舎文庫）※執筆作法「書き続けていくための幾つかの心得」
- 日本推理作家協会賞受賞作家 傑作短編集 8 衝動と焦燥と（2019年6月 祥伝社文庫）「ハミングで二番まで」

## 映像化作品

### テレビドラマ
日本テレビ系
- 火曜サスペンス劇場
  - 十字路（2002年11月5日、主演：内藤剛志、原作：十字路『刹那の街角』所収）
  - 曲り角（2003年6月3日、主演：内藤剛志、原作：エールを贈れ『刹那の街角』所収）
  - 迂回路（2003年11月25日、主演：内藤剛志、原作：捜査圏外『刹那の街角』所収）